# Cànon de la medicina

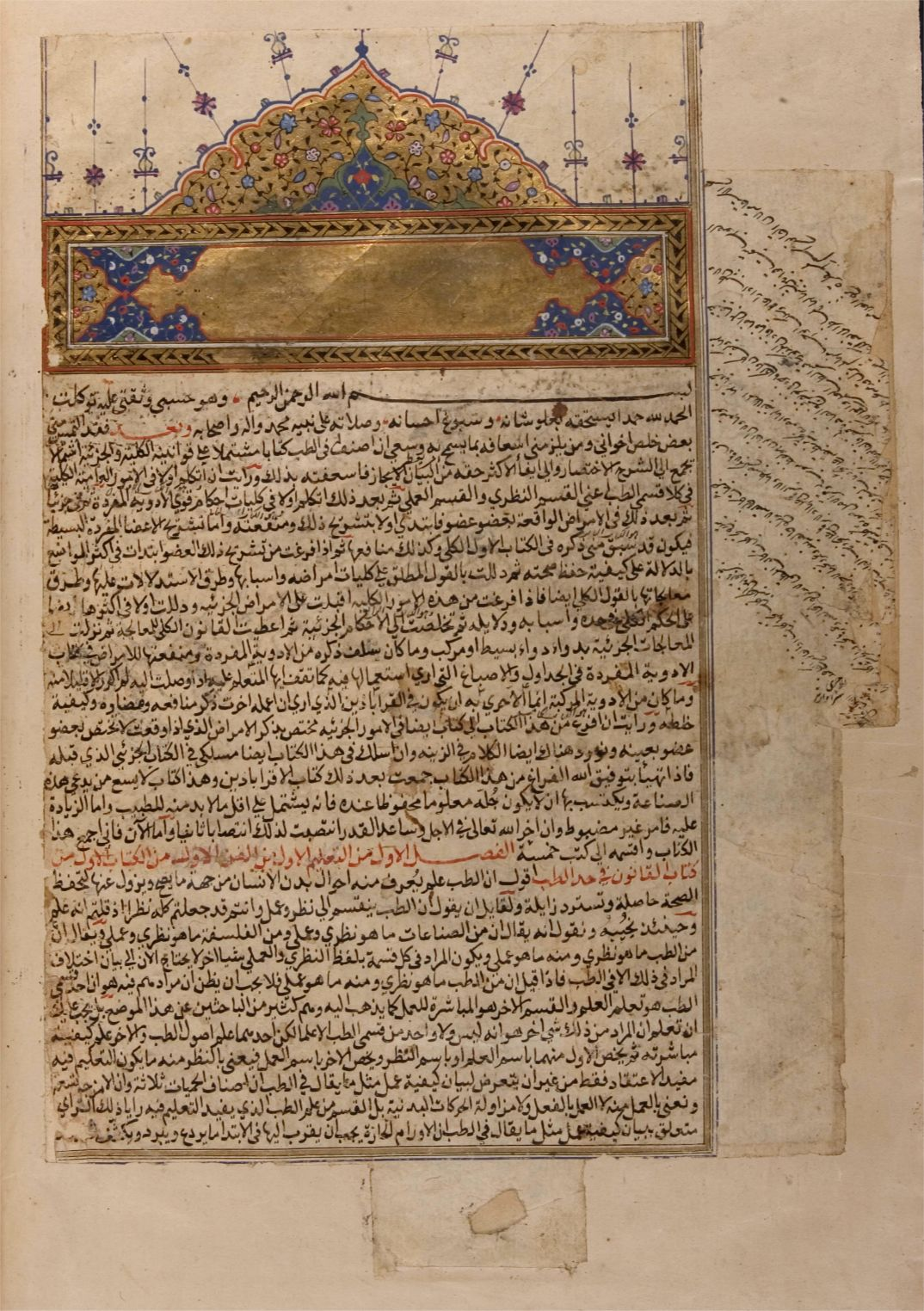
Primera plana del primer llibre del Kitāb al-Qānūn fī al-ṭibb (Llibre del cànon de la medicina) d'Avicenna

El Cànon de la medicina o, en àrab, Al-qanun fi-t-tibb (en àrab: القانون في الطب, Al-qānūn fī aṭ-ṭibb) és una enciclopèdia mèdica en cinc volums escrita pel científic i filòsof musulmà persa Ibn Sina (Avicenna), acabada de redactar l'any 1020. Conegut també com el Qanun o el Cànon, que significa ‘canya d'amidar’, ‘regle’ o ‘llei’ en àrab i en persa, El cànon de la medicina va ser una autoritat de la medicina fins al segle xviii, en la seva traducció llatina realitzada a Toledo per Gerard de Cremona. Estableix els principis de la medicina en el món islàmic i es van difondre per tot Europa sent publicat durant els segles XV i XVI més de trenta-cinc vegades i es va utilitzar com a llibre de text mèdic estàndard fins al segle XVIII a Europa.
El llibre es basava en una combinació de la seva pròpia experiència personal, de medicina islàmica medieval, dels escrits de Galè, Sushruta i Charaka, així com de l'antiga medicina persa i àrab.
Entre altres coses, el llibre introdueix l'experimentació i la quantificació sistemàtiques en l'estudi de la fisiologia i en el descobriment de les malalties contagioses.
George Sarton (1884-1956), que va desenvolupar la història de la ciència als Estats Units, va escriure en la seva Introducció a la història de la ciència:
| « | Un dels majors exponents de l'universalisme musulmà i una eminent figura de la cultura islàmica va ser Ibn Sina, conegut a Occident com a Avicenna (981-1037). Durant mil anys, ha conservat el seu renom original com un dels més grans pensadors i investigadors de medicina de la història. Les seves obres mèdiques més importants són el Qanun (Cànon) i un tractat sobre medicaments cardíacs. El Qanun fi-t-tibb és una immensa enciclopèdia de medicina. Conté alguns dels pensaments més aclaridors incloent-hi la distinció entre la mediastinitis i la pleuritis, la naturalesa contagiosa de la tuberculosi, l'expansió de les malalties per l'aigua i la terra, descripcions minucioses de problemes dermatològics, les malalties de transmissió sexual i les perversions, i les malalties del sistema nerviós. | » |

Una traducció catalana medieval, del s. XIV, de part del Cànon es conserva en un manuscrit a la Bibliothèque Nationale de París.